# Chiesa di Santa Maria Annunziata (Brescello)
La chiesa di Santa Maria Annunziata, nota anche come chiesa della Santissima Annunziata, è la chiesa parrocchiale di Lentigione, in provincia di Reggio Emilia e diocesi di Reggio Emilia-Guastalla; fa parte del vicariato della pianura.

## Storia e descrizione
Non vi sono informazioni chiare sulla costruzione della chiesa, anche se una serie di documenti consentono di ipotizzare che sia stata costruita intorno al 1385.
Nel Medioevo le chiese venivano sempre costruite con l'abside ad est, questo perché simboleggia la resurrezione di Cristo, ciò suggerisce che sia stata costruita prima del XVII secolo
La chiesa di Lentigione compare per la prima volta in una "perizia" datata 1354 del vescovo Ugolino Rossi, nel circondario di Sorbolo, intitolata "Ecclesia Sanctae Mariae de Bersanellis a mane fluminis Hentiae"

## Evoluzione strutturale

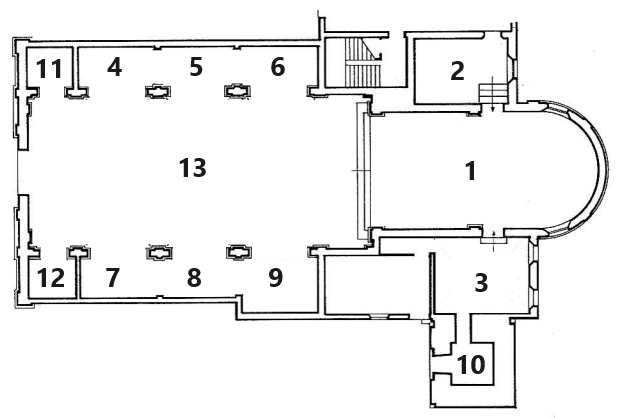
Evoluzione Strutturale

Nei Secoli la chiesa subì numerose modifiche e ampliamenti. La Chiesa nel 1579 e nel 1742 si presentava più corta, contava quattro cappelle, 2 per lato.
Successivamente, dal 1844, si dato avvio a lavori di ampliamento, ottenendo due cappelle in più un nuovo battistero e il locale confessioni (Vedi Tabella e Piantina)
|    | Pianta del 1579                              | Pianta del 1742                 | Pianta del 1844                                                                                  | Pianta del 1975                                                                                  | Stato Attuale (dal 2021)                                                                         |
| -- | -------------------------------------------- | ------------------------------- | ------------------------------------------------------------------------------------------------ | ------------------------------------------------------------------------------------------------ | ------------------------------------------------------------------------------------------------ |
| 1  | Presbiterio                                  | Presbiterio                     | Presbiterio                                                                                      | Presbiterio                                                                                      | Presbiterio                                                                                      |
| 2  | Sagrestia                                    | Canonica                        | Canonica                                                                                         | Canonica                                                                                         | Canonica                                                                                         |
| 3  | Cappella dedicata alla Santissima Annunziata | Sagrestia                       | Sagrestia                                                                                        | Sagrestia                                                                                        | Sagrestia                                                                                        |
| 4  |                                              |                                 | Altare con la Madonna con il Bambino in gloria e i Santi Giuseppe e Francesco d'assisi           | Altare con la Madonna con il Bambino in gloria e i Santi Giuseppe e Francesco d'assisi           | Altare con la Madonna con il Bambino in gloria e i Santi Giuseppe e Francesco d'assisi           |
| 5  | Altare di San Rocco                          | Altare di San Rocco             | Altare con la Madonna con il Bambino in trono e i Santi Antonio da Padova, Antonio abate e Lucia | Altare con la Madonna con il Bambino in trono e i Santi Antonio da Padova, Antonio abate e Lucia | Altare con la Madonna con il Bambino in trono e i Santi Antonio da Padova, Antonio abate e Lucia |
| 6  | Battistero                                   | Altare di San Giuseppe          | Altare del Sacro Cuore                                                                           | Altare del Sacro Cuore                                                                           | Altare del Sacro Cuore                                                                           |
| 7  |                                              |                                 | Altare con Pala dei Santi Rocco Sebastiano e Carlo Borromeo                                      | Altare del Crocefisso                                                                            | Altare del Crocefisso                                                                            |
| 8  | Altare di San Giovanni Battista              | Altare di San Giovanni Battista | Altare dedicato alla Beata Vergine                                                               | Altare di Maria Addolorata                                                                       | Altare della Madonna della Tempesta                                                              |
| 9  | Altare con Affresco                          | Altare di S.Maria del Pilastro  | Altare dedicato alla Beata Vergine delle Grazie                                                  | Cappella del Santissimo Sacramento                                                               | Cappella del Santissimo Sacramento                                                               |
| 10 |                                              |                                 | Campanile                                                                                        | Campanile                                                                                        | Campanile                                                                                        |
| 11 |                                              |                                 | Battistero                                                                                       | Battistero                                                                                       | Battistero                                                                                       |
| 12 |                                              |                                 | Confessionale                                                                                    | Confessionale                                                                                    | Confessionale                                                                                    |
| 13 | Navata                                       | Navata                          | Navata                                                                                           | Navata                                                                                           | Navata                                                                                           |

## Campanile e Campane
Nel 1961 sul campanile vi erano due campane, tuttavia il campanile non è certamente quello attuale, poiché quello che c'è fu costruito a partire dal 1736.
nel 1736 mentre la Parrocchia era guidata da don Giacomo Bovi, il campanile vecchio fu demolito e le campane furono alloggiate provvisoriamente sotto un portico, anche se proprio provvisorio non lo era, in quanto le campane vi rimasero per ben sedici anni e vennero poste le fondamenta per quello nuovo.
Per mancanza di fondi il progetto si fermo per un tempo indeterminato, nel 1750 il nuovo priore, don Giambatta Bacchi riprese il progetto ridando avvio ai lavori che vennero conclusi nel 1752.
Mancava solo la copertura che rimase provvisoria.
I parrocchiani, per completare il campanile, misero di tasca propria offerte e materiali per il completamento.
I lavori furono diretti dal conte Antonio Soliani Raschini, proprietario dell'allora Oratorio Lateranense, passarono più di vent'anni prima che il campanile fosse concluso e il 28 dicembre del 1752 le campane suonarono per la prima volta.
L'orologio opera del Gualtierese Giuseppe Soliani fu installato il 23 luglio del 1782.
Nel 1901 il campanile fu ulteriormente innalzato.

Nel 1935 fu sostituito l'orologio, e a memoria dei posteri un documento che è conservato negli archivi parrocchiali recita:
LENTIGIONE 26 / APRILE / 1935 - ANNO / XIII / E.F.
REGNANDO VITTORIO EMANUELE TERZO - E CAPO DEL GOVERNO DUCE DEL - FASCISMO BENITO MUSSOLINI - PODESTA' DEL COMUNE ANNIBALE - BENECCHI SEGRETARIO POLITICO - GINO GIALDINI E FIDUCIARIO DELLA - FRAZIONE CHITTOLINNI OSIRIS - ARCIPRETE DELLA PARROCCHIA DON - AMEDEO MASSARI - I MURATORI MINGORI ARNALDO CAPO MASTRO - BIANCHI ETTORE DEL BON MARIO
OGGI POSERO QUESTO OROLOGIO
ASSISTENTI VACCARI AFRO - CHITTOLINI GINO - MOSSINI GIOVANNI - CAPO OROLOGIAIO - PRIARIO GIACOMO DI GENOVA

LENTIGIONE 26 / APRILE / 1935 - ANNO / XII / E.F.
Nel 1995 l'orologio fu nuovamente sostituito con uno elettronico.
Per far fronte ai bisogni della II Guerra Mondiale furono tirate giù le campane da molti campanili d'Italia.
Nel 1959 lo stato restituì il bronzo requisito durante la guerra e con quello delle rimanenti due campane venne fuso un nuovo concerto di cinque campane dalla ditta De Poli di Vittorio Veneto
| Campana | Peso | Iscrizione |
| ------- | ---- | --- |
| 1       | N.D. | "VIRGINI DEIPARA - SÆCULO EXEUNTE A' LOURDES VISIONIBUS - ALLODI EQUES CASIMIRUS RENOVAVIT - A.D. MCMLIX FIRMINUS SCARAVELLI ARCH.PRO"                                   |
| 2       | N.D. | "MORTUIS IN BELLO - DULCE ET DECORUM EST. PRO PATRIA MORI - ALLODI EQUES CASIMIRUS FECIT - A.D. MCMLIX FIRMINUS SCARAVELLI ARCH.PRO"                                     |
| 3       | N.D. | “SANCTISSIMO REDEMPTORI NOSTRO IESU CHRISTO - QUI PRO - SANGUINEM PRÆTIOSISSIMUM EFFUNDIT - ALLODI EQUES CASIMIRUS RENOVAVIT - A.D. MCMLIX FIRMINUS SCARAVELLI ARCH.PRO” |
| 4       | N.D. | "B. IOSEPH PROTECTORI SANCTÆ ECCLESIA - UT AD DOMINUM PRO NOBIS ORET - ALLODI EQUES CASIMIRUS FECIT A.D. MCMLIX FIRMINUS SCARAVELLI ARCH.PRO                             |
| 5       | N.D. | “OMNIUM DEFUNCTORUM ANIMABUS - FIDELES VOCO UT PRO EIS ORENT - ALLODI EQUES CASIMIRUS RENOVAVIT - A.D. MCMLIX FIRMINUS SCARAVELLI ARCH.PRO”                              |